# Джон О'Браєн (футболіст)
Джон Патрік О'Браєн (англ. John Patrick O'Brien; 29 серпня 1977, Лос-Анджелес) — колишній американський футболіст.

## Біографія

### Клубна кар'єра
Джон О'Браєн є вихованцем футбольної школи нідерландського «Аякса» з Амстердама, куди його запросив у віці 14 років Ко Адріансе, тодішній тренер юнаків амстердамського клубу. Свій перший професійний контракт Джон підписав у 1998 році, але після підписання контракту Джон відразу був відданий в оренду клубу «Утрехт» на термін один рік. В «Утрехті» Джон відіграв 19 матчів і забив 2 м'ячі. Після повернення в «Аякс» О'Браєн відразу закріпився в основному складі, граючи на позиції лівого захисника і півзахисника, його дебют за «Аякс» відбувся 17 жовтня 1999 року в матчі проти «НЕКа». У чемпіонаті Нідерландів сезону 1999/00 Джон відіграв 19 матчів і відзначився двома забитими голами. В сезоні 2000/01 Джон практично не з'являвся на полі через травми, провівши всього 4 матчі, проте із сезону 2001/02 О'Браєн повернувся в основний склад.
У 2002 році Джон став володарем кубка Нідерландів і чемпіоном Нідерландів. Три наступних сезону для О'Браєна видалися невдалими, Джона постійно переслідували травми, у тому числі розтягнення ахіллових сухожиль. У своєму останньому за «Аякс» сезоні Джон провів 4 матчі, а також став чемпіоном Нідерландів сезону 2004/05. Незважаючи на те, що Джон продовжив контракт з клубом у червні 2004 року, «Аякс» і О'Браєн розірвали контракт 21 лютого 2005 року.
Покинувши «Аякс» Джон перейшов в «АДО Ден Гаг», але через травму Джон пропустив весь сезон, відігравши всього три матчі. У тому ж році Джон повернувся в США і приєднався до клубу «Чівас США». У «Чівасі» Джон провів 2 матчі.
Своє рішення про завершення кар'єри футболіста О'Браєн оголосив під час свого інтерв'ю 11 червня 2008 року.

### Кар'єра в збірній
У національній збірної США О'Браєн дебютував 22 квітня 1998 року. У 2000 році Джон у складі олімпійської збірної США брав участь на Олімпійських іграх, на яких його збірна посіла четверте місце.
О'Браєн також входив до складу збірної на чемпіонатах світу 2002 і 2006 років, а також став переможцем Золотого кубка КОНКАКАФ у 2005 році. Всього Джон провів 32 матчі за збірну і забив 3 м'ячі.

## Досягнення
- Чемпіон Нідерландів: 2003, 2005
- Володар кубка Нідерландів: 2002
- Володар Суперкубка Нідерландів: 2002
- Переможець Золотого кубка КОНКАКАФ: 2005